# إيتيان دو لا بويسيه
إتين دي لابويسيه (بالفرنسية: Étienne de La Boétie) (1 نوفمبر 1530, سارلا - 18 أغسطس 1563) كاتب وقاضي فرنسي وموجد النظرية الفوضوية، ومؤسس الفلسفة السياسية الحديثة في فرنسا، «ذُكر بأنه أعظم صديق وثيق لكاتب المقالات البارز ميشيل دي مونتين، في واحدة من أبرز الصداقات في التاريخ.»

## حياته
ولد أتين دي لابويسيه في مدينة سارلا، في منطقة بيريغورد جنوب غرب فرنسا، في العام 1530, إلى الجنوب من ليموج، وإلى الشرق من بوردو. ينتمي إلى عائلة ميسورة من النواب (لأسرة أرستقراطية) الذين كلفتهم الطبقة الأرستقراطية بإدارة أعمالها، لانصراف هذه الطبقة إلى البقاء في خدمة ملوك فرنسا.
كان أبوه، الذي توفي وهو طفل، من رجال الكنيسة المتضلعين في اللاهوت والأدب، فنشأ أتين على تقديس «الإنسانيات» اليوناني واللاتينية. وكان والده مسؤول الأسرة المالكة في منطقة بيريغورد ووالدته كانت شقيقة رئيس برلمان بوردو (تجمع المحامون).
تيتم في سن مبكرة، فتولى تربيته خاله وحمل الاسم نفسه، وقد التحق، من ثم، بجامعة أورليان التي كانت تعد ثانية جامعات فرنسا بعد جامعة باريس، فانصرف إلى دراسة القانون التي كانت دراسة لغوية فيلولوجية(أي منصبة على النصوص) في المقام الأول.ولماَّ حصَّل درجته الجامعية في القانون من جامعة أورليان في عام1553، حصل من الملك هنري الثاني على تصريح يبيح له حق العمل قاضياً ببرلمان بوردو (كان الحصول على المنصب بالشراء لحاجة الملك إلى المال) ولكن لقدراته المبكرة والعظيمة حصل على هذا التعيين الملكي في السنة التالية من حصوله على الدرجة الجامعية على الرغم من كونه تحت السن الأدنى.وقد انعقدت أواصر صداقة بينه وبين ميشيل دي لوبيتال، مستشار كاترين دي ميديسين – أم الملك، فكلّفه صديقه الذي يكبره بربع قرن أن يشرح لبرلمان بوردو، الذي انتصر اعضائه للفريق الكاثوليكي المتعصب في صراعه ضد «الهجنوت» (وهو الاسم الذي أطلق على أشياع كَالفِن في فرنسا)، سياسة التسامح الديني التي ينتهجها، فكاد ينجح في عقد لقاء وطني بين الطرفين، لكن أعمال العنف توالت. ولّما صدر مرسوم شباط (فبراير) 1562، القاضي بترك حرية العبادة لأشياع كالفن، دون اعتبارهم هرا قطة، كتب مذكرة شرح فيها النتائج المنحوسة التي تنجم عن المنازعات الدينية، وبيِّن أن الردع الدموي لا يؤدي إلى القضاء على الخصوم، بل إلى تفاقم العداوة تفاقماً يهدد البلاد بحرب أهلية.
وفي برلمان بوردو خدم مع مونتين وخُلد في مقالة مونتين عن الصداقة. كما تابع التميز الوظيفي كقاضي ومفاوض دبلوماسي حتى وفاته المفاجئة في 1563, في سن الثانية والثلاثين. توفي في Germignan بالقرب من بوردو في عام 1963. آخر أيامه وصفت في رسالة طويلة من مونتين لوالده.

## كتابته
كان لابويسيه شاعر مميز وإنساني، ومرتبط ارتباطاً وثيقا مع القيادات الشابة لمجموعة Pleiade مجموعة الكوكبة من الشعراء، ومنهم: جان دوريه، پيير ده روسنار، Jean-Antoine de Baif. كما كان لابويسيه قد تعرّف، أثناء عمله قاضياً ببرلمان بوردو في العام 1557، إلى مونْتني، فانعقدت بين الرجلين صداقة خلدها الأخير في مقالاته.ولَّما توفي لابويسيه في الثامن عشر من آب (أغسطس) 1562، نشر مونْيني أعمال صديقه.
وتشمل كتابات لابويسيه قسمين: القليل من السنوتات شعر نظمه في مقتبل العمر، والترجمات من الكلاسيكيات وترجمات عن المؤرخ اليوناني زينوفون كسينوفون، وأخرى متعددة عن بلوتارك بلوتارخ.ولكن مونتني لم ينشر أعمال صديقه الأدبية، لأنه رأى فيها:
حياكة أدق وألطف من أن تخرج إلى الجو الخشن الذي اتسم به هذا الفصل الفاسد،
وهي عبارة تحوي الإشارة إلى الصراع السافر الذي انتهت إليه العلاقة بين حركة الإصلاح الديني وبين الدولة الملكية، والذي تجاوز حداً لا عودة عنه بعد مذبحة أشياع كالفن في العام 1572، وهي المذبحة المعروفة باسم ليلة القديس بارتوليمي.

## أهم أعماله
تٌعد «مقالة في العبودية الطوعية من أهم أعماله إن لم تكن الوحيدة والتي أُشتهر بها، ويُعتقد تبعاً لإدعاءات مونتين، أن لابويسيه كتب المقالة في عام 1549 في عمر الثمانة عشر لكن المراجعات الأخيرة تؤكد أنه «من المرجح أنه تمت كتابة الخطاب في 1552 أو 1553, في عمر الثانية والعشرين، حينما كان في الجامعة». وقد جادل بعض النقاد لأعمال مونتين أن المقال كان في الحقيقة من عمل مونتين نفسه. وزعت المقال بشكل خاص.
والأرجح أن لابويسيه كان قرأ «مقالة في العبودية المختارة» على بعض أقرانه في جامعة أورليان فاستنسخوها ووزعت المقال بشكل خاص ولم تُنشر حتى 1576 بعد وفاة لابويسيه.ولمَّا صار بعض هؤلاء المستنسخين في عداد الكالفينيين، اقتبسوا أجزاء من هذه المقالة في كتاباتهم، مع تصاعد العداء واستحكامه، واستخدموها لأغراض سياسية.لكن استتباب الأمر للحكم الملكي، خلال القرن السابع عشر، جعل«مقالة في العبودية المختارة» نصاً لا يلتفت إليه إلا قلّة من القراء، وكان قدرها أن لا تظهر منشورة إلا في ظل «مقالات» مونتني، حتى العام 1835، إذ نشر النّص على حدة.
وفي هذا المقال يهاجم النظام الملكي المطلق والطغيان بوجه عام مكافحة للديكتاتور، وفي حديث عن العبودية الطوعية. وفي المقال يؤكد أن الطغاة لديهم السلطة لأن الشعب أعطاها لهم. وقد تم التخلي عن الحرية مرة من قبل المجتمع، وبقيت بعد ذلك متخلى عنها وفضل الشعب الرق على الحرية وعلى رفض الهيمنة والانصياع. وبالتالي، يربط لابويسيه الطاعة والهيمنة معاً، وهي العلاقة التي ستكون في وقت لاحق نظرية من قبل المفكرين الفوضويين. عن طريق الدعوة لإيجاد حل والرفض ببساطة دعم الطاغية، فأصبح واحدا من أقدم دعاة العصيان المدني والمقاومة اللاعنفية. لو روكويل يلخص فلسفة لابويسيه السياسية على النحو التالي:
بالنسبة له، كان اللغز الكبير للسياسة طاعة الحكام. لماذا في كل العالم يوافق الشعب أن يكون منهوب ومظلوم وعلى خلاف ذلك أسياد الحكومة؟ ليس الخوف فقط هو السبب، لابويسيه يوضح في „مقال في العبودية المختارة“ بأن موافقتنا مطلوبة. وتلك الموافقة ممكن أن تُسحب بلا عنف.

## معرض صور

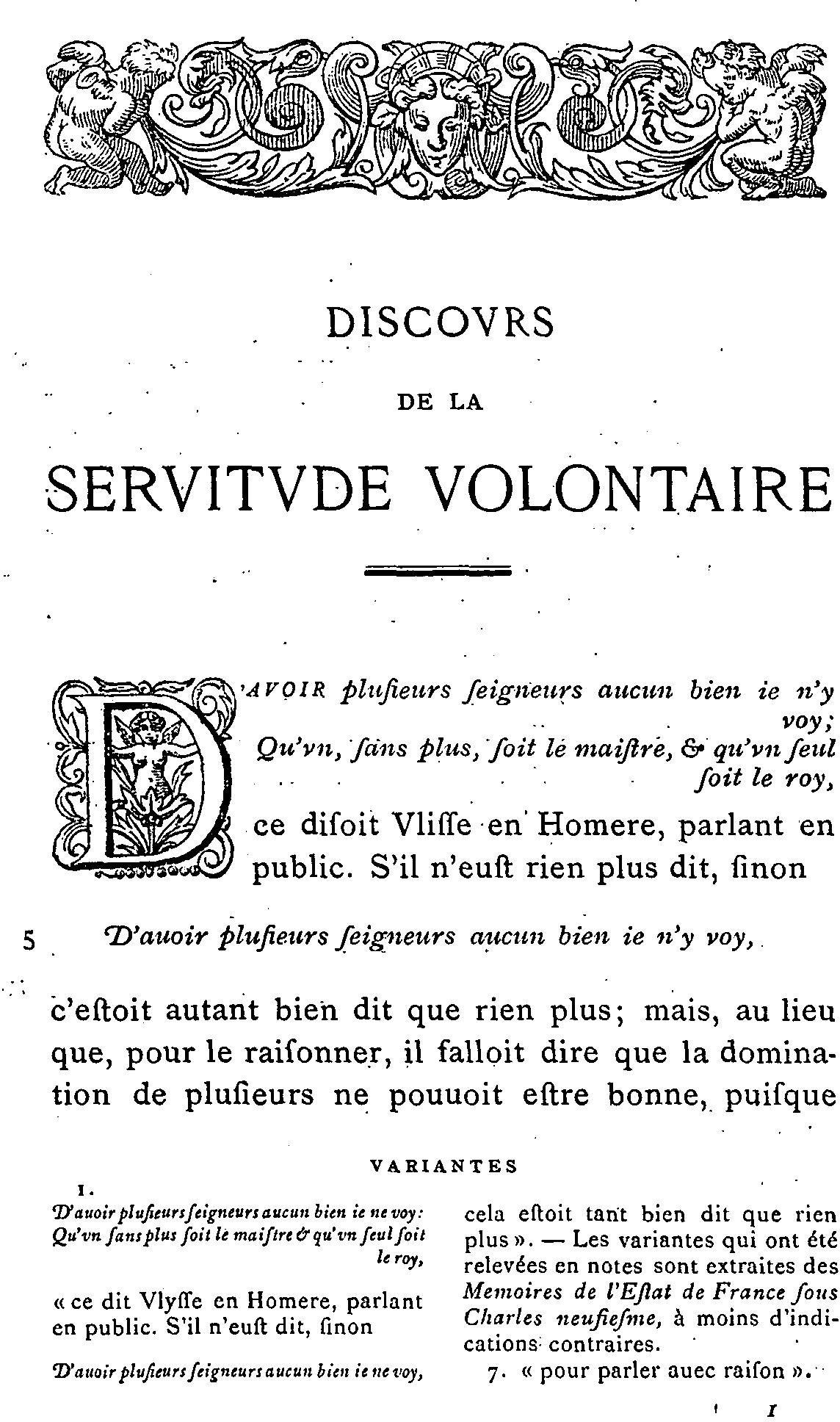
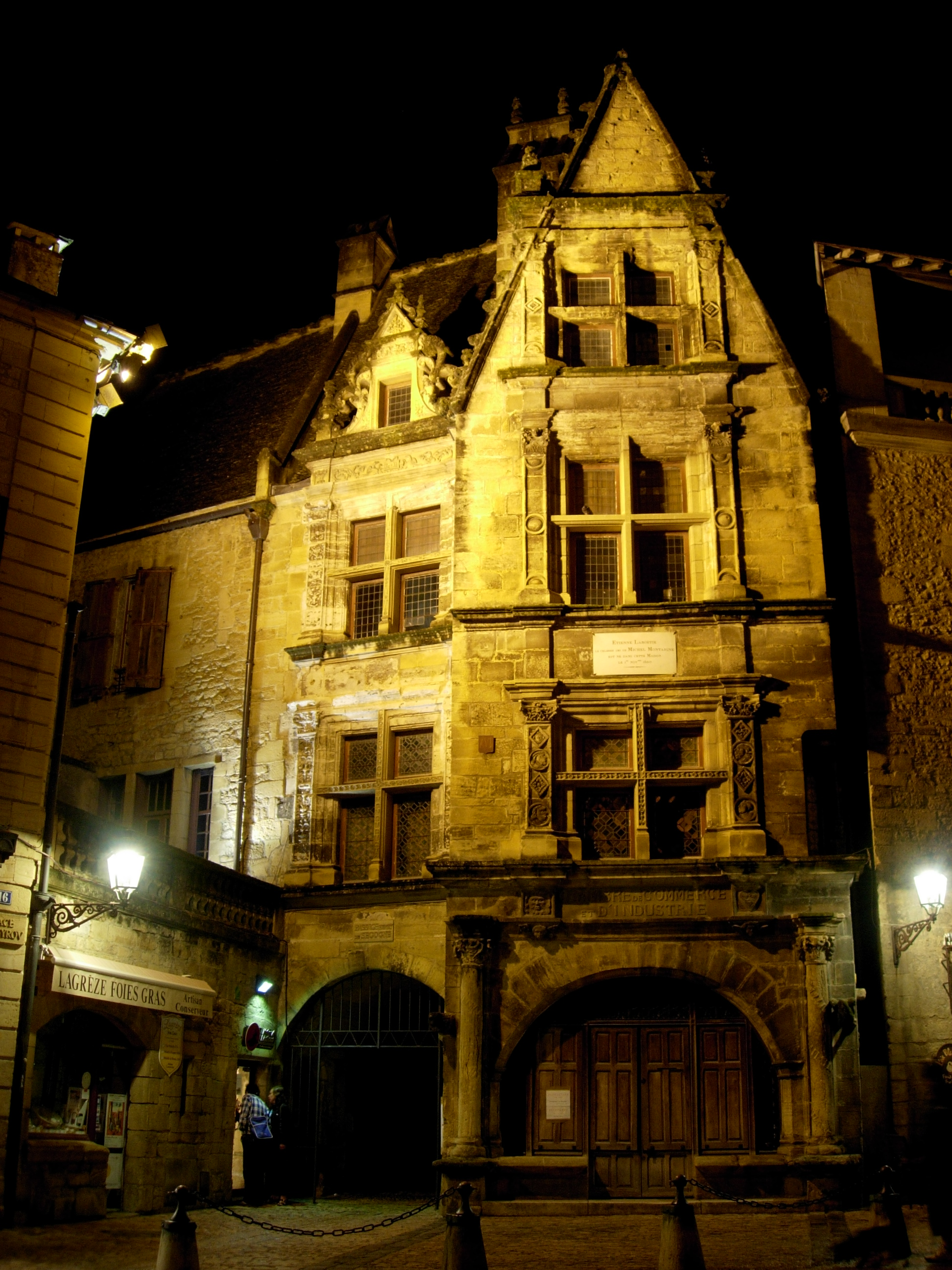
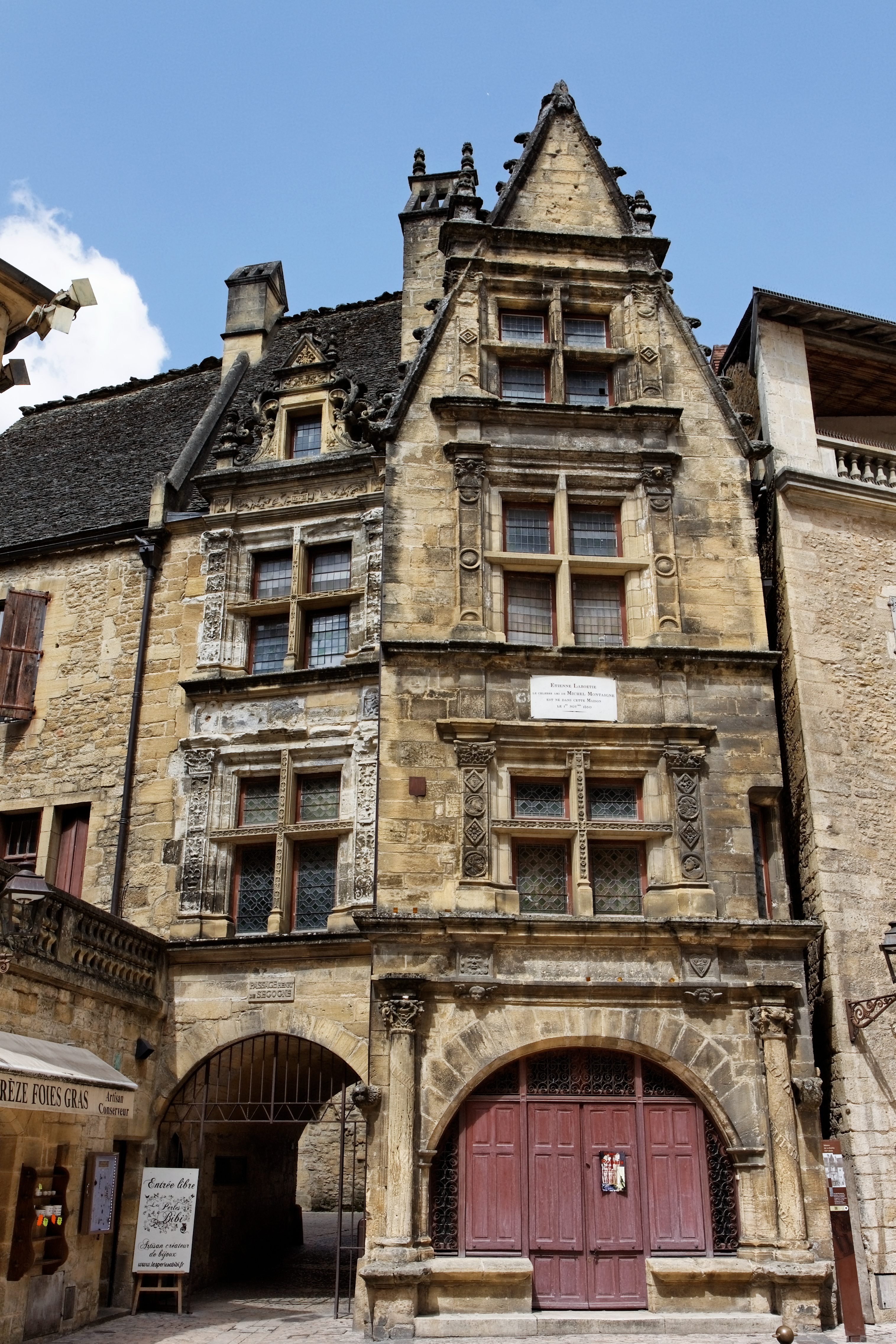

## روابط خارجية
- إيتيان دو لا بويسيه على موقع الموسوعة البريطانية (الإنجليزية)